# ナニワトモアレ
『ナニワトモアレ』は、南勝久による日本の漫画作品であり、南が第41回ちばてつや賞ヤング部門で準大賞を受賞した作品がもとになっている。『週刊ヤングマガジン』（講談社）にて2000年から連載を開始し2007年の4・5合併号で第一部終了、同年3月発売の14号より第二部『なにわ友あれ』として2014年30号まで連載された。略称はナニトモもしくはなに友。単行本は第一部が全28巻、第二部が全31巻。

## 内容
本作は1990年代前半の大阪と泉州地区（堺・高石・和泉・泉大津・忠岡・岸和田・泉佐野付近）を舞台にした漫画で、大阪環状線を走っていた、環状族と呼ばれる走り屋たちを描いた作品である。
台詞は全編関西弁で書かれており、時折駄洒落や下ネタが入りつつ、環状族だった作者の実体験に基づくリアルなエピソードをつなぎ合わせて構成している。
登場人物たちは仕事や日常生活以外の場でつながっているため、名前はニックネームや略称が多く、本名が明言されている人物はいない。
第一部『ナニワトモアレ』では、主人公のグッさんが先輩のヒロが会長を務める環状族・トリーズンに入会し、走り屋として頭角を現した末、チーム内人事をめぐる対立からトリーズンを脱退し、新たにスパーキーレーシングを立ち上げるまでを描く。
第二部『なにわ友あれ』では、グッさんがスパーキーレーシングし、ブラディとの抗争を経て、環状族を引退するまでを描く。

## 作品背景
ちばてつや賞の授賞式の夜、当時ヤングマガジンの編集長を務めていた関へのあいさつの中で「連載できるように頑張る」と発言した際、関から是非してくれと返答があり、そのまま連載につながったと南は2021年のインタビューの中で振り返っている。当初は2巻で終わるかと思っていたが、無我夢中で描くうちに14年間も続いたという。その一方、時間の流れにより街の風景が変わったり、自動車や電化製品を出すのに苦労するなど、週刊連載では厳しいところもあったと南は振り返っている。
なお、登場人物の何人かは南の友人がモデルとなっている。それ以外の例としては、バクとマンジはいずれもお笑いユニット「ザ・プラン9」のヤナギブソンと浅越ゴエがモデルとなっている。また、作中最強の人物として設定されているゼンは、サブキャラクターでありながらも、主人公のグッさんを上回る人気を集め、次回作『ザ・ファブル』の誕生のきっかけとなった。

## 登場人物

### 第1部 ナニワトモアレ

#### トリーズン
ヒロ、ヒゲさん、ゼン、テッポーによって結成されたチーム。拠点は泉州地区で、規模は中堅クラス。初代会長はヒロだったが、1990年（平成2年）から結成メンバーの引退に伴い、ユウジが二代目会長に就いた。チーム名（TREASON）は「反逆」の意。
グッさん
愛車…日産・シルビアS13前期型Q's（後にK'sのエンジンに換装）
主人公。スケベで一本気な性格から、ナンパ目的で免許を取得しシルビアを新車で購入する。先輩であるヒロが会長を務めるトリーズンに入会し、様々な出会いや出来事を通じ、次第に走り屋として本気になってゆく。
坊主頭で、中卒、額に事故のキズがある。環状族時代は土木作業員としても働いていた。喧嘩の得意技は跳び蹴り。また、シルビアのダッシュボード内にヌンチャクを常備している。
ブラディとの喧嘩後、スパーキーを去り、環状族を引退した。仕事を転々としたのちペンキ屋に就職し、親方となった。二度の離婚をし三児の父となり自由な一人暮らしをしている。
マーボ
愛車…トヨタ・スプリンタートレノ（AE86）→日産・スカイライン（R31 GTS-R）
グッさんの友人で、坊主頭に貯金箱ハゲがある。普段は建設工事の現場監督。
イケイケのケンカっ早い性格で喧嘩の際は力技で押し切ることが多い。トヨタ・スプリンタートレノ（AE86）に乗っていたが、事故で廃車にしてしまい、スカイラインに乗り換える。環状族を続けることに反対していたジュンコとは、この車を購入したことを機に別れた。なお、ジュンコはマーボへの心配から、ヒロに依頼してR31にロールバーを装着させた。
グッさんと共にトリーズンを脱退し、スパーキーレーシングを立ち上げた。
グッさんと同様ブラディとの喧嘩後環状族を引退し、土木業を貫きながら平成22年に3回目の結婚。前妻に各1人ずつ子供をもうけている。
ヒロ
愛車…ホンダ・ワンダーシビック。
グッさん達の先輩でトリーズンの初代会長。中古車店『AutoSalon +1』の店主をしている。人望があり、走りもケンカもナンパも上手く、頭もキレる。時に無茶をするが、後輩やチームのメンバーに対しては面倒見がよい。決めゼリフは「環状なめんなよ」。
彼のワンダーシビックはエンジンをボアアップ（排気量を1.6リッターから1.75リッターにアップしてある。ヒロ曰く「イナゴ（1.75）チューン」）するなど本格的にチューンしてあり、VTECにも劣らない性能を叩き出す。
その後、和歌山に引っ越し、数年後泉州に戻りすぐに結婚。落ち着いた生活をしている。
ゼン
愛車…ホンダ・ワンダーシビック。
ヒロやヒゲと同時期にトリーズンに入会した人物で、ケンカと祭りが好き。作中において最強の人物として描かれている。一方、モメ事に関わるとややこしくなるので、ヒロやヒゲらからは時としてのけ者にされている。
好物はローソンのカラアゲくんのレッドとトマトジュース。常にメルセデス・ベンツのマークが入った作業ツナギを着用し、屋内用スリッパを履いている。
運転は何かにぶつかりながら走行するので、お世辞にもあまり上手いとは言えない。
ゼンの乗るワンダーシビックは2台目である。1台目のワンダーは警察に没収された。
後にミナミの飲み屋の用心棒、セキュリティ会社や現金輸送車の護衛をしている。
ヒゲさん
ヒロやゼンの同期で、トリーズンのサブリーダー的存在。マーボにハチロクを譲った。しっかりしていて男気があり、後輩の面倒見のよい人物。後にミズキと付き合う。
ヒロ逮捕後、グッさんとマーボがトリーズンを脱退する時、最初に挨拶をしに行った。ヒゲさんも逮捕されたがすぐ釈放された。ヒゲさんもグッさんたちがユウジと折り合いが悪くなっていたことは知っていた。その際、相談役も買って出てくれた。
ユウジ
愛車…日産・シルビアS13黒色K's→ホンダ・グランドシビック
トリーズンの二代目会長で、ヒロの後輩である。元々走りのセンスが高く、その実力はヒロにも評価されている。かつてはK'sのシルビアに乗っていたが、グランドシビックに乗り換えた。なお、彼のシルビアのエンジンや一部のパーツは後にグッさんのシルビアに移植された。
グッさんとマーボとは偽トリーズン事件中のいざこざが原因で意地を張り合うことになったが、表面上は和解し、グッサンとは互いに認め合う関係になった。後に、一斉取り締まりによりトリーズンを解散し、環状族引退後はレースにかかわっていない。
ユウジの連れの男
トリーズンのメンバー、ユウジの横に乗る事が多く、名前は不明。ユウジらと同期なのに、怒ったグッさんやマーボにおまえ呼ばわりされてしまった。人柄はいい。
テツ坊
別名テッポー。トリーズンの創設メンバーで、ゼンとは幼馴染でもある。得意技は手刀。
かつて考えの違いからヒロたちとトリーズン内で対立した直後に、大きなグループに単独で突っ込み、「パトカーサイコロ事件」を起こし、少年院へ収監されていた。そのためトリーズンを実質抜けてしまったが、後にトリーズンの名前を騙り恐喝をしていることがヒロの耳に入り、トリーズン本家と対立する。グッさんとマーボの捨て身の連携攻撃によって倒され、当初の約束どおりトリーズンから手を引いた。マツダ・RX-7（FC3S）に乗っていたが、トリーズンから手を引いた際に売却した。
チョウジ
テツ坊の連れである力持ちの男。トリーズンのメンバーだったわけではないが、過去にテッポーと「パトカーサイコロ事件」を起こした。
ツヨシ
愛車はホンダ・グランドシビック。
別名Uヒゲ。元々はテツ坊の一派で、執念深く、その上に卑怯な不意打ちが得意。登場して間もなくグッさんと喧嘩で対戦しており、遺恨を残す。上の者の命令もあまり聞かない性格で、偽トリーズン事件が解決した後、テツ坊の計らいでケンヤと共にトリーズンに入会するが、グッさんに闇討ちを仕掛けたことをユウジに咎められ、トリーズンを脱退する。
ケンヤ
愛車はホンダ・グランドシビック。
Uヒゲ（ツヨシ）の連れ、ボクシングをかじっている。基本的にUヒゲと行動を共にしているが、ケガ人を運ぶなど、根っからの悪人ではない井。
シン
トリーズンのメンバーだったが、結婚を機に抜けた。愛車はトヨタ・カローラレビン（AE86の3ドアハッチバック）。

#### アンペア
共同危険型の暴走族から成り上がったチームで、会長は四代目のカン。以前はチームが分裂していたが、1ヶ月戦争決着後はひとつにまとまっている。勢力は巨大で、ヤクザとも関わりが深い。チーム名（AMPERE）は電流の単位。
カン
アンペアのメンバーで、カン派のリーダーを務める一方、タモツの弟子でもある。
愛車はワンダーシビックで、チーム名やマークが車体に大きく書かれている。過去に環状でナオキに助けてもらったことがあり、ナオキに義理を感じて信頼も置いている。
アンペアが分裂していた頃は、ゴウとタツオと対立していた。1ヶ月戦争後、アンペアの四代目会長に就く。
タツオ
たらこ唇と潤んだ黒目が特徴のアンペアの幹部で、周囲からはタッツンと呼ばれていた。友人のゴウと一緒に、自分の地元をライオンの縄張りと称して暴れまわっていた喧嘩が強く性格は短気で、気に入らない事には徹底して執念深い。また、女にも容赦しない。後ろ回し蹴りが得意。1ヶ月戦争で自分を負かしたゼンを狙っていたが、南港での最終決戦で再びゼンに負けて重傷を負った。現在はゴウと共にカンと和解している。スカイラインGT-R（BNR32）を購入した。タカを気にいっており彼には先輩らしい言動が見受けられる。テツのこともはじめは敵視していたが、後に認めていきアンペアへ勧誘するほど。以前と比べると丸くなったが、相変わらずなんらかの悪事には手を染めているよう。
ゴウ
アンペアの幹部。愛車はAE86レビンの2ドア（後にゼンに奪われる）。木刀やバットで殴られても効かないほど打たれ強い。タツオとつるんでかつてはアンペアを二分し、その一派を率いて好き放題に暴れていた。カンやタモツと対立するが、1ヶ月戦争の最終決戦でタモツに負けた上にタクに殺されかけ、敗北を認めた。
現在ではカンと和解している。性格も言動もかなり丸くなっているようである。
第二部のラストではその後、1999年（平成11年）に交通事故で死去したことが語られた。
タッパ
1ヶ月戦争の戦力として、ゴウとタツオの手下が勧誘してきた人物で、戦争終結後もアンペアの構成員として度々登場している。
タモツ
アンペアの三代目会長。既婚者で、子供ができてからはほとんど引退状態だった。愛車はマツダ・RX-7（SA22C）。
喧嘩が強い一方、時折謙虚な姿勢も見せる。会長として抗争に終止符を打つために1ヶ月戦争には積極的に参加し、その後カンにアンペアの会長を譲り正式に引退した。
ベン
アンペアの構成員で、マッツンとは暴走族時代からの知り合い。白のグランドシビックに乗る。ボクシングをかじっており、ケンカで有名だったが、ゼン相手に暴れようとして手も足も出なかった。
タニ
愛車…ホンダ・グランドシビック
アンペアのメンバーで、タカの先輩。ハマダをアンペアに加入させたがっていた。アンペアの中では下っ端だが、テツヤが環状に関わるきっかけを作った人でもある。作中では珍しく、ウィランズの四点式シートベルトを使用している（運転席のみ）。
アンペアの男
愛車はグランドシビック。タニがテツヤ達を連れて環状に上がった日に、故障して停車していたタンクローリーに追突する大事故を起こし、後ろに乗っていた幼馴染を死なせてしまった。その事故はテツヤ達の目の前で起こり、テツヤに環状の怖さを意識させることになった人物。

#### プラウド
トリーズンの兄弟チームで、オンラッシュとも交流がある。三代目会長のハジメが就任当日に事故死し、直後に1ヶ月戦争に突入してチームは壊滅寸前まで追い詰められたが、現在は持ち直している。会長は四代目のタク。チーム名（PROUD）は「誇り」の意。
ナオキ
愛車…ホンダ・CR-X赤/黒色
プラウドレーシングの二代目会長で、ヒロやゼン達とも親交がある。
走りも喧嘩も一流とされ、顔も男前。普段は面倒見が良く、走り屋としては珍しいぐらい温厚だが、怒ると怖い。
ユキと付き合っており、紆余曲折の末に第一部終盤でユキと結婚した。
ハジメ
ナオキの弟分で、愛車は赤と白のグランドシビック。すぐ熱くなる性格で、本人も自覚している。両親からは環状族になっていることを快く思われていなかったが、ナオキの人柄に惚れて目標にしていたため、たびたび衝突していた。
グッさんとは環状でバトルを通じて知り合う。走りの腕は未熟だが環状への愛を見込まれてプラウドの三代目会長に選ばれるが、その会長交代パレードで事故死してしまう。彼の死はナオキに多大な影響を与え、一時期は世捨て人のようになってしまったほどであった。
チカに惚れていて、チカに釣り合う男を目指していた。
タク
愛車…トヨタ・カローラレビン（TE27）
当初はプラウドのメンバーで、自分自身のケンカが抗争（1ヶ月戦争）に発展してしまったことに責任を感じていた。会長不在になったプラウドレーシングにおける実質的な会長格だが、責任感の強さをナオキに評価され、プラウドレーシングの四代目会長に指名される。スジはしっかり通そうとするタイプで、気合は人一倍である。
ユキとナオキの結婚の橋渡しもした。
ハジメも彼のことを信頼していたらしく、ハジメはチカにも「タクは信頼できる人物」と話していた。
グッさんを信頼しており、後にタク率いるプラウドはスパーキーに全面協力の姿勢でいる。
タクの連れの男
タクと一緒にアンペアを襲撃したが返り討ちに遭い、その後タクと一緒にケジメをつけようとドスを持ち、ゴウを刺す気でいたが、止められて未遂に終わった。ユキを狙う元ホークの残党を狩るためにタクと一緒に行動をしていた。タクと並んでメンバーに指示するなど、サブリーダー格だと見られる。
ミノル
プラウドレーシングのメンバーの一人。アンペアと抗争が始まってから一度ヒゲを通じ、ヒロに助けを求めた。タク達が不在の時は頑張っていたが、アンペアとの戦争で入院してしまった。
リョウ
プラウドレーシングのメンバー。ナンパ中に突然アンペアのゴウに襲撃され、頭を20針縫う大怪我をして入院する。車も潰された。愛車はワンダーシビック。
テル
プラウドレーシングのメンバーの一人。愛車はRX-7（FC3S）。アンペアに襲撃され、事故を起こしたところをグッさんとマーボに仕返ししてもらった。口が堅いらしい。
シムラ
プラウドレーシングのメンバーの一人。
タケオ
プラウドレーシングのメンバーの一人。

#### オンラッシュ
トリーズン、プラウドと仲の良いチームで、明確な会長は不在である。ステッカーに描かれた手のマークが印象的。チーム名（ONRUSH）は「突進」の意。
ヨシノブ
愛車は白のグランドシビック。パーツメーカーのステッカーが所々に貼られている。
オンラッシュのリーダー格。
アキラン
オンラッシュのメンバーの1人。ヨシノブと並んで速いらしいが、あまり登場しない。

#### ナイトホーク
キヨシが立ち上げたチーム。それなりの規模と勢いはあったようだが、キヨシが薬物によって廃人と化し、入院してからチームは消滅した。チーム名（NIGHT HALK）は「夜を飛び回る鷹」から（サトシ談）。
サトシ
愛車…ホンダ・グランドシビック
元ナイトホークの一員。昔はユキに本気で好意を持っていた。初めはグッさんと会う度に衝突しており、名前を「サトウ」と間違って覚えられていたことがあった。その後誤解も解け、グッさんと交流する機会も増え、後にグッさんに誘われてスパーキーレーシングに参加する。スパーキーでは参謀役として活躍している。
キヨシ
ナイトホークの初代会長。愛車はグランドシビック。
喧嘩が強かったものの、ゼンに負けた精神的ショックで引きこもり、マリファナに依存していた。自室に殴りこんできたグッさんとサトシの前で、ユキに酔い止めだと騙してハルシオン（睡眠薬）を飲ませて強姦したことを明かしてしまったため、2人から制裁を受ける。
ホーク・ヒゲの男
本名は不明（登場人物紹介でも、「ヒゲ」としか明記されていなかった）で、サトシの連れの一人。サトシとの絆は深く、様々な場面で一緒にいる。
ケン坊
元ナイトホークの一員で、キヨシの腰巾着。キヨシに利用されており、ユキの真相を知ったサトシに呼び出され、殴られる。ナイトホークが壊滅した後はプラウドレーシングに所属していたらしい。ホンダ・CR-Xに乗っていたが、売却していた。

#### プレスト
かなり早い時点で登場していたチーム。第一部の終盤ではトリーズンの敵として登場。
サメケン
プレストレーシング会長。ケンカが強い一方、正々堂々とした性格で、小細工を嫌う。かねてからゼンとの対決を望んでおり、安井町の合戦ではゼンと対決するが全く歯が立たず、ゼンの本気の張り手によって倒され入院した。
姉と二人暮らしをしていたが、姉が結婚して神戸に移ったため一人で生活している。

#### アトミック
以前はトリーズンと仲が良かったが、後に関係が悪化し、第一部の終盤ではプレスト、バッドラックと同盟を組み、安井町の交差点でトリーズンを襲撃する。チーム名（ATOMIC）は「強力な」の意。
アトミック会長
愛車…ホンダ・ワンダーシビック（キャビンカラー）
ナオキとも交流があり、かつてアトミックに所属していたセイジをクビにしたこともある。だがその時にヒロと些細な事を言い合い、モメかけていたこともあり、後にヒロたちの引退パレードの日にトリーズンに奇襲を仕掛ける。しかし、駆け付けた警察から逃走する際、待ち伏せていたヒロにより倒される。
セイジ
愛車…ホンダ・グランドシビック後期型（テクニカカラー）
元プラウドのメンバーだったが、アトミックレーシングに所属。走りも喧嘩もキレており、プラウドの二代目会長の候補としてナオキと共に挙がっていたが、一匹狼の性格で人望がなかったため、会長に選ばれず、そのことを根に持ってナオキに固執している。また、ナオキの弟分であるハジメもセイジのことはかなり嫌っていた。

#### バッドラック
プレスト同様、早い時点で登場していたチーム。チーム名（BADLUCK）は「悪運」の意。
バッドラック兄
バッドラックレーシングの会長と思われる人物。体が大きく、喧嘩が好きでパワーに自信がある。安井町の合戦でサメケンと仲間割れを起こし、サメケンに軽くシバかれた。
バッドラック弟
名前はカクジ。年少上がりで、兄と同じく喧嘩好き。かなりの石頭で、タッパを倒すが、安井町の合戦でタツオに階段から蹴落とされた。その後財布を奪われ、裸で放置された。

#### バンドR
会長はヒー坊。チームの規模が小さいのか、あまり認知されていない。
ヒー坊
愛車…ホンダ・ワンダーシビック
バンドRのリーダー。トリーズンをライバル視しているが、憎めない性格で、ミズキに本気で惚れている。かつてミズキと一緒にデートしていた時にアトミックに絡まれ、ミズキに被害が及ばぬように下手に出たが、それが原因でミズキにフラれてしまう。キレるとヤケクソになる。田中邦衛のモノマネが得意。
ゴン
バンドRのメンバー。ヒー坊のツレで、なだめ役。

#### その他
ユキ
ナオキやグッさんと付き合っていた女性で、走り屋に関心がある。グッさんのことは決して嫌いではなく、むしろ本気で好意を持っていたが、紆余曲折の末にナオキに対する想いが自分の中で消えていなかったことを再確認し、ヨリを戻してグッさんと別れる道を選ぶ。第一部終盤でナオキと結婚することになった。
ヨネ
グッさんやマーボの友人で、家をグッさんたちやトモの溜まり場にされている。アダルトビデオマニアであり、一日中ビデオをダビングしている。性的経験が乏しい反面、プライドは高い。無職だったが、後にマーボの伝手で居酒屋・きみちゃんでアルバイトを始める。
ミユキに惚れているが、ミユキに会えるからという理由でグッさんらに騙され、ヒロ達の引退パレードの日に凶悪な人相にさせられたうえ、マーボによって喧嘩無敗の司場一太郎（シバ・イタロウ）を演じさせらてしまった。運転免許は持っていない。太っているが、腕力に自信はなく、喧嘩は苦手。
トモ
『ロマンチック・アドベンチャー』を自称するレイボーイで、4人の彼女がいる。自がかかわる事には調子が良く、狡猾だが、「脈のある女」なら誰でも良い。愛車はトヨタ・カローラレビン（AE92型）。
車のことに関しては全くの無知であり、グッさんにそそのかされるまま自車に「メルセデス・アルト」「RX-7」「4WD」などと通常考えられないようなカッティングが施されており、本人はカッコいいと思い込んでいる。ただし、環状族ではないので車の改造はしていない。
バカ殿
トモの彼女の1人。あだ名は顔つきがバカ殿に似ていることに由来している。キレると包丁を持ち歩く危ない女。
てるみ
トモの彼女の1人で、あだ名の「ダダ」はダダに似ていることに由来する。
ミホ
トモの彼女の一人でジュンコの友人である看護学生で、女子プロレスラーのような体型から女子プロというあだ名をつけられた。見たまま神経が太い。
ヨシミ
ミホの中学時代の同級生。顔がS13シルビアに似ている。最初はグッさんに好意を持っていたが、グッさんらの策略でトモの彼女になる。
ユリコ
ミホやジュンコ、ミユキの友人で、髪型にちなんでカブトムシ（というあだ名がついている
マスター
居酒屋「きみちゃん」の店主。子供が泣くからという理由で暴走族を嫌っており、店に近づく暴走族をマーボ等に襲わせている。
スケベな性格で、シゲさんと並ぶいい加減な性格だが、グッさんやマーボには時としていい事を言ってくれる。
ミズキ
ミユキの姉で、かなりの美人。走り屋に興味を持っている。愛車はトヨタ・カローラレビン（AE86）。ヒロ達の引退パレードの後、ヒゲさんと付き合い始める。
ミユキ
ミズキの妹で、ジュンコやミホの友人。顔が可愛く、ヨネに惚れられている。看護学校に通っている。
チカ
スナックKOKOROのチーママで、ハジメが思いを寄せていた。
オヤッサン
ハジメの父親。最初はハジメが環状族をしていることを快く思っていなかったが、事故の連絡に奔走するグッさん等を目の当たりにして少なからず環状族に理解を示すようになった。後にチカのお店の常連として登場する。
シゲさん
グッさんやマーボの職場（土木業）の先輩。いい加減な性格だが、人の死や社会人としての行動などについて発言することもある。グッさんたちが環状族をしていることは少なからず理解している模様。
社長
ヒロが世話になっている板金工場の社長。物の大きさを大げさに表現し話す癖があり、それを真に受けた相手に「そんなデカイ訳ないやろ〜」という会話をするのがデフォルト。大の釣りバカでもある。
ジュンコ
マーボが付き合っていた看護学生。一見ハデめな美人だが、心優しく心配性である。マーボとはお互い本気で惚れ合っていたのだが、職業上死を近くで見つめているという立場もあり、走り屋をすることには反対だった。幾度となく話し合うもお互いにそこを譲り合うことはできず、後にこれが原因で別れてしまう。
愛車はスズキ・カルタスの5ドアHB。
ケンイチ
ジュンコが、マーボと付き合う前に付き合っていた男性で、ジュンコのヒモのような存在だった。
ハマダ
愛車…ホンダ・グランドシビック
坊主頭に鋭角なソリコミが特徴。1ヶ月戦争の最終決戦でタツオが率いる、ゼンを集中攻撃する部隊にいたが、その時にゼンの強さに惚れ、倒されずしてゼンの舎弟となる。ケンカではかなり頼もしく、得意技は強烈なハイキックである。自分の技に変な名前を付けていて、「ドラゴンポテトドッグキックフィッシュ」「ドラゴンマイペニスクラッシャーフィッシュ」などがある。この名前は「知っている英語をとにかく羅列した」のが真相という設定。ゼン専属の運転手だが、実のところ走りに関してはほぼ素人である。
ユウジと仲が良くないため、トリーズンの正式メンバーにはなっていなかったが、ヒロ達の引退後グッさんとマーボに誘われ、スパーキーレーシングに参加している。
後輩からは、彼に呼び出されるとろくなことがないと思われている。ワルの世界ではそこそこ顔が広い。皆からの通称は「ハマやん」と呼ばれている。
マサキ
ケンジと一緒にユキを拉致しようとしたチンピラで、ゼンからはタローと呼ばれていた。ヤクザを騙って凄んでいたところ、大鳴トンネルでグッさん達に捕まり暴行を受けたうえ、おまけにゼンの手下にされてしまう。
その後チンピラ稼業から足を洗い、大工の見習いをしている。
ケンジ
マサキと一緒にユキを拉致しようとしたチンピラ。空手をかじっていたので、喧嘩にはそこそこの自信があり、「飢えた土佐犬」と呼ばれていた（ゼンには「ジロー」と呼ばれている）。大鳴トンネルの一件後、ゼンの手下にされた。その後もチンピラ稼業を続けているが、ゼンを見かけると逃げ腰になってしまう。
ショウコ
タツオに交際を迫られ、拉致されそうになったところをゼンに助けられ、彼女となる。それが仇となり、タツオ達の暴行を受けてしまう。
ミカ
ユウジの彼女。
マッツン
環状族から盗んだ盗難車を売り捌いていたチンピラ。空手をかじっており、ケンカでは相当な実力者だったが、ゼンに倒された挙句、所持金と盗難車1台を奪われる。以来ゼンを恐れている。
ノブ
番外編に登場した人物。愛車はトヨタ・MR2のAW11型。
金持ちのボンボン
たまに登場する、金持ちの息子。本編のストーリーとはまったく関係の無いモブキャラクターで、親に買ってもらったという高級車に彼女を乗せて走っていたところを環状族に遭遇し、彼女が逃げてしまうという落ちを迎える。登場するたびに車を乗り換えている。
学生服のメガネ
たまに登場する、真面目そうな学生。本編のストーリーとはまったく関係の無いモブキャラクター。登場人物が機嫌が悪いときにたまたまそばに居合わせて、八つ当たりで頭をはたかれるだけの役柄。

### 第2部 なにわ友あれ

#### スパーキー及び周囲の人々
グッさん
愛車…日産・シルビアS13前期型Q's改K's仕様
主人公。髪型は坊主頭で、喧嘩の得意技は跳び蹴り。
トリーズンを脱退し、マーボと共にハマダ、サトシを誘い、新たにスパーキーレーシングを立ち上げた。現在スパーキーレーシングでは会長を務めており、週に2、3回は環状にあがって自らチームを牽引している。土建会社でマーボとテツヤと一緒に働いている。
マーボ
愛車…日産・スカイライン（R31 GTS-R）
グッさんと共にトリーズンを脱退し、スパーキーレーシングを立ち上げた。ハマダと一緒に特攻隊長を務める。
ハマダ
愛車…ホンダ・グランドシビック
スパーキーレーシングの特攻隊長で、テツヤ、パンダやナツの先輩でもある。周囲からの愛称は「ハマやん」。
サトシ
愛車…ホンダ・グランドシビック
グッさんに誘われてスパーキーレーシングに参加する。参謀役として活躍していたがスパーキー発足時より引退時期を探っていて、ハッシュレーシングと合併後に環状族を引退した。
テツヤ
ハマダの後輩。高校を中退して家出し、友達のパンダの部屋に転がり込んでいる。
中学生にシンナーを売り捌いていたことが原因でフリングに絡まれるが、スパーキーレーシングの仲介により助けられた。その後、正式にスパーキーレーシングのメンバーとなり、同時にグッさんの勤めている土建会社で働くが、現場監督のマーボにこき使われている。ケンカ慣れしていて、結構フットワークが良い。メリケンサックを持ち歩いており、ケンカの時には出すことが多い。
愛車はヤマハ・パッソーラ前期、ワンダーシビック。
ヒロのイナゴチューン仕様ワンダーシビックを巡り、バクと争う（後に和解）。ヒロに直訴し、検2年付き100万で購入した。
ナツ
テツヤの幼馴染の女子高校生。テツヤと付き合っているものの性交渉の経験はなかったものの、テツヤが車購入後にラブホテルに行って自らの身体を触らせた。テツヤと一時別れた間にテツオの嘘を信じ込み、ラブホテルにてテツオに処女を捧げる。
アン
ナツの親戚。ナツには「アン姉」と呼ばれている。パンダがナツの次に憧れている。
ユウ
ナツの友人。彼氏との性行為体験をナツに教授する。
パンダ
テツヤの連れでシンナー常習者。喧嘩は強いが、基本的に面倒ごとが嫌い。
フリングの構成員に拉致された際、改造ガス銃で股間を撃たれ続けてインポに陥る。
テツヤの彼女であるナツに密かに恋心を抱いているが、アンにテツヤとナツが交際していると告げられた夜に事故に遭い、前歯が全て折れて左脚も負傷してしまう。テツヤが不在の間にナツを襲うも本人に嫌われてしまった。事情は不明だが保険証を持っていないため、たびたびケガをするも、病院へ行けない。
愛車はヤマハ・ジョグ（2JA型）。
タカ
テツヤ、ナツ、パンダの友人で、同じくハマダの後輩。アンペアのメンバー。テツヤとの交友関係から対フリングの「スパーキー桶狭間」に参戦し、アンペアの予備軍から正式メンバーになった。アンペア初の「免許を取る前のメンバー」だが、後に免許を取得しVTECのグランドシビックを買った。仲間思いな性格でチーム内でも先輩への配慮も怠らない。その一方で女性相手にはドライな一面を持つ。
カワチン
バクの知り合いで、タカを介してタカと知り合った。独自のセンスでイジりまくったワンダーシビックが愛車。元はタカと同様にアンペアの予備軍だったが、メンバーの事故死で集会を休止したままのアンペアに不満があり、オーディションを経てスパーキーに転籍した。
オーピン
カワチンのワンダーシビックの横乗りで、カワチンと共にスパーキーに加入した。グッさんに憧れハッシュレーシングのアヤ所有だったS13シルビアを購入した。ハッシュのマコの顔マネが得意。

#### トリーズン
バク
グッさん達と入れ替わりにトリーズンへ加入した人物。いかついワンダーシビックが大好きで、愛車もワンダーシビックである。一方、環状では一般車にぶつけて強引に進路を作って走る傾向にある。また、目が合った相手は自分にケンカを売っていると思い込んでしまう。
ヒロのワンダーシビックを巡りテツヤと争うが、内心テツヤのフットワークの良さは認めているほか、スパーキーからトリーズンへの移籍の勧誘もした。最終的には冗談を言える仲となる。
ユウジ
愛車…ホンダ・グランドシビック
バクに直接指導していた。
ヒロ
愛車…ホンダ・ワンダーシビック。
元トリーズン会長。
テツヤ、バク共にワンダーを売って欲しいと頼まれ、一時は断ったが、テツヤの熱意に惚れてイナゴチューン仕様ワンダーシビックを検2年付き100万で売却する。
ゼン
元トリーズンのメンバー。
現在は解体屋で働いており、ヒロのホンダ・ワンダーシビックが置いてある。金髪だった髪を黒に染めて登場した。

#### フリング
ドク
堺を拠点とするフリングの会長。強姦を始めとする卑劣な行為を繰り返していたが、テツヤたちに絡んだことから、スパーキーの襲撃を受けて敗北した。
グッチ
フリングの特攻隊長で、少年院の入退所を繰り返していた過去を持つ。前歯が抜けているのが特徴。ナンパして捕まえた女を「オークション」と称して仲間に売り、強姦させていた。スパーキーの襲撃でテツヤにやられて倒される。

#### エニシング及び、その関係者
ブンヤ
ベンキの使い走りにされている人物で、無理矢理エニシングの会長にされてしまった。愛車はVTECのグランドシビック。
ベンキ
エニシングのメンバーで、女と金に対しては異様な執着を見せる。ビートとの抗争における元凶。外道だが頭がキレる。弱みを握って脅迫した女性たちやブンヤを利用して大金を集め、最終的に北海道か九州への逃亡を目論んでいた。やりたい放題やっていたが、スパーキー・ビート・プラウドの連合軍により捕獲され、マンジの父親が過去経営していた工場に拉致されて拷問を喰らった末、発狂して強引に逃走した。その後の所在は不明。
以前から車両の盗難を繰り返していたようで、愛車というものは存在しないようだが、捕獲される直前はKP61型トヨタ・スターレットの盗難車に乗っていた。
チョンボ
ベンキが荒事の際にボディガードを頼む仲間の一人。エニシングのメンバーではない。3万円とヤエの体を好きにすることを条件にベンキを守っていたが、テツヤにシバかれ、鼻が「チョンボ」となる。
エニシングとの抗争後ビートレーシングに監視されるような形で入り、仕事を見つけワンダーシビックを購入して環状を走っていたが事故で命を落としてしまう。
トン
ベンキが荒事の際にボディガードを頼む仲間の一人。エニシングのメンバーではない。3万円とヤエの体を条件にベンキを逃がそうとするが、マーボにシバき倒される。
スズ
ベンキが用心棒として雇った人物で、エニシングのメンバーではない。ボクシングスタイルで俊敏、パンチが速い。ベンキ派の中では最も落ち着いている。途中でベンキに見切りをつけて帰ろうとしたが、最終的にマンジに倒される。他の2人とは違い、ヤンキーだが悪さはしていなかったらしい。

#### ベンキの被害者
カナエ
コージが以前アルバイトで知り合った女性。ベンキの被害者の一人で全身に暴行を受けた痕跡が残っている。スパーキー参戦の直接のきっかけとなる。ベンキの「被害者リレー」ではカナエからヤエへと繋がる。
ヤエ
ベンキの被害者の女性で、交際中の彼氏との結婚を控えていた。ベンキに拉致され非情な暴行を受けていた。
ユウコ
ヤエと同様、ベンキの被害に遭った女性の一人。「被害者リレー」ではヤエから繋がる予定であったが、未遂に終わった。本編では未登場。

#### ビートレーシング
マンジ
エニシングと敵対しているビートレーシング（拠点は住之江）の会長。曲がった事が嫌いで、ケンカも強い。ベンキを捕らえるためにグッさんと行動を共にした。
愛車は日産・フェアレディZ（S30型）。サトシによると本名は「万次郎」。
ギン
ビートレーシングのナンバー2で、グッさんからは親しみを込めて「ギンちゃん」と呼ばれている。愛車はグランドシビック。

#### ハッシュ
アヤ
天王寺を拠点とするハッシュレーシングのリーダー。「アヤ」という名前は、人を殺めてしまったという噂に由来し、 「殺しのアヤ」とも呼ばれている。空手の達人でもあり素手の喧嘩では空手の技を繰り出す一方、斧を武器として所持している。
愛車は日産・シルビア（S13型・黒）。シルビアはオーピンへ100万で売却した。「〇〇ヘタクソ！」が口癖。腕っぷしだけではなく頭も相当にキレる。本人の意向でチームを立ち上げた訳ではない旨のセリフが語られており、スパーキー・プレストとの抗争で気疲れして引退する。母子家庭の環境で育っていた。弟のことを非常に気にかけている。
ガッチョ
ハッシュレーシングのサブリーダー。アヤよりリーダーに指名される。
グッさんを人間的に認めている。基本的には温厚な人物ではあるが、思慮の浅いところが目立つ。
コースケ
ハッシュレーシグのメンバーで、アヤの弟。
環状線でテツヤのワンダーに振り切られ、性能を羨ましく思うあまり執着し、本人と喧嘩になってしまう。
兄と違い空手を習わせてもらえなかったこと、また兄に守られて過ごしてきたため腕っぷしよりも軽薄な言動が目立つ。
マコ
ハッシュレーシングのメンバー。ハチロク・レビン（3ドア）に乗っていたがサトシ環状最後の夜にエンジンブローして廃車になった。 喧嘩は強いものの、本人は走りに向いていないかもしれないと思っている。 引退したサトシから彼の元愛車・・グランドシビックを50万で購入。ハマダ達からは「アゴ」と呼ばれている。
ゲジ
ハッシュレーシングのメンバー。
ゴジラ
ハッシュレーシングのメンバー。
キュー
ハッシュレーシングのメンバーの一人。

#### ブラディ
シュウ
ブラディの総大将。
愛車は「新型の白のソアラ」と言われて居たMZ20型トヨタ・ソアラ。
マー
ブラディの幹部。
ガズ
ブラディの幹部。

#### その他
コージ
サトシのツレで、元ナイトホークのメンバー。ベンキに暴行を受けたカナエを部屋にかくまっていた。スパーキーの連絡係として協力する。
ヒデキ
別名・ラブレターの男。
ナツに好意を持っており、ラブレターを渡したことがある人物。顔に似合わず純情な面がある。
ナツを守ろうとして、シュウの先輩・ゴッツに暴行され、裸にされて公園の木に縛られているところをナツに遭遇。その後ナツからフェラチオされた事に気を良くして言いふらしてしまい、ナツに密かに想いを寄せていたパンダに殴り倒される。
グッさんより「大学行ってるのに俺らより頭が悪い」と言われた。
シュウ
ヒデキの知り合い。ナツの件でヒデキと喧嘩になってしまう。
ハルミ
サトシの従姉妹。ケンゴに父親の入院費をふんだくられてしまう。
ケンゴ
ハルミから大金を巻き上げた人物。
以前はプレストに所属していたが、会長のサメケンからは嫌われていた。
スパーキー・ハッシュ・プレストの面々からとことんボコられる。
オカ
ハルミの同情を引きつつ、ハルミに手を出した人物。
その事でサトシの怒りを買い、徹底的にボコられて大阪から夜逃げ同然に姿を消した。
テツオ
テツヤの因縁の相手で、ジョーズという人物と行動を共にしている。狡猾な性格で嘘も平気でつける卑劣な人物。格下の相手に対しては全くの容赦がない。
プラウドに所属しタクを取り入ろうとする。
嘘で言いくるめラブホテルにてナツの処女を奪う。ナツに対しては本気な一面もあったが、女癖の悪さに起因したトラブルによりプラウドからも見捨てられる。後にテツヤによって大阪から追い出された。
愛車はトヨタ・スプリンタートレノ(AE86)

## 作品中に登場する車両
登場車種は、実際に環状族に人気のあった車種が大半を占めている。環状族が使用しているものは、派手なオリジナルの塗装や、レースカーを模した塗装（PIAAカラー、ミノルタカラー、出光カラー等）を施されたものが多いほか、当時から実在するパーツ（ナルディのステアリング、サベルトのシートベルト、RSワタナベのホイール等）が装着されているのを確認することができる。

### トヨタ
トヨタ自動車の車両。
MR2
AW11 - 特別編に登場したノブの愛車として登場。
カローラFX
環状族が乗っている車として登場。
カローラレビン
- AE86 - ミズキ、シンの愛車（3ドアハッチバック）、ゴウ（2ドアクーペ）の愛車として登場。また、環状族が乗っている車（2ドアクーペ、3ドアハッチバック両方）としても登場する。
- AE92 - トモの愛車として登場。また、環状線を走る車や作品の中で事故に巻き込まれる車としても登場。
- TE27 - タクの愛車として登場。

スプリンタートレノ
AE86 - ヒゲさんの愛車として登場（後にマーボが乗る）。
クラウン
マサキとケンジが乗って悪さをしていた車として登場（後にヒロにふんだくられ、ヒロの店の売り物にされる）。また、大阪府警のパトロールカーや一般車、チンピラが乗っていた車として登場した。
クレスタ
GX81 - 環状線でグッさんら環状族を追跡する大阪府警のパトロールカーとして登場。マーボの親の車としても登場。
スターレット
KP61 - ベンキが乗っていた盗難車や環状族が乗っている車として登場。
連載初期には中期型が登場していたが、第1部の後半からは後期型のみの登場となっている。
セリカ
TA20 - 環状族が乗っている車として登場。
ソアラ
環状線を走る車や一般車としても登場。ブラディレーシングのシュウの愛車として登場。

### 日産
日産自動車の車両。
グロリア
当時新型だったY31型が、ヒロの店の売り物として登場。
シルビア
S13 - グッさんやユウジ、アヤの愛車として登場（ただし、ユウジは事故で廃車にして、シビックに乗り換える）。スパーキーレーシングに新たに加わったオーピンも購入予定。
スカイライン
マーボの愛車として、R31型が登場。また、アンペアレーシングのメンバーの中に、R31に乗っている人物がいた（こちらは白）。タツオの愛車としてGT-R（BNR32型）が登場する。また、環状族が使用している車の中にハコスカやケンメリ（4ドア）が登場している。
セフィーロ
ユキをナンパしようとしていた二人組の車として、A31型が登場。
フェアレディZ
S30 - マンジの愛車として登場。
Z32 - タツオたちが使っている車として登場（ヒロにスプレーで落書きされる）。
また、環状族が使っている車の中にS130型が登場している。
ローレル
C32 - ヤエの今の彼の車として登場。
C33 - 大阪府警のパトロールカーや、教習所の教習車として登場。

### ホンダ
本田技研工業の車両。
CR-X
ナオキ、ケン坊などの愛車として登場。
シビック
この作品で一番登場頻度が高い。
- ワンダー（3代目・AT系） - ヒロ、ゼン、カン、バク、カワチン、テツヤの愛車として登場。

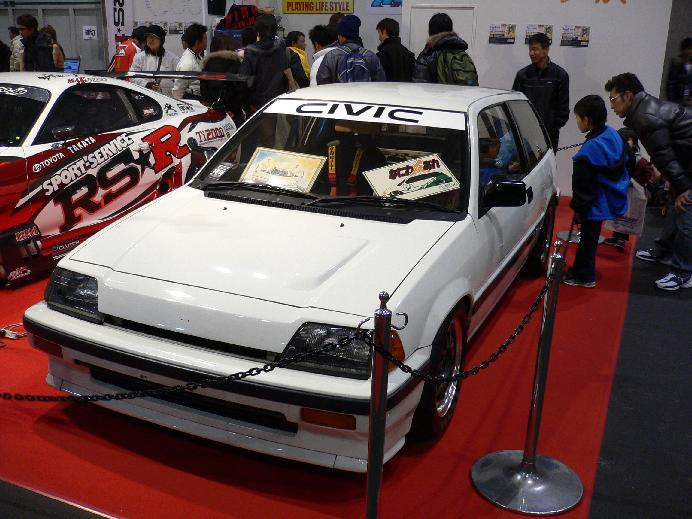
実在するテツヤ仕様のワンダーシビック

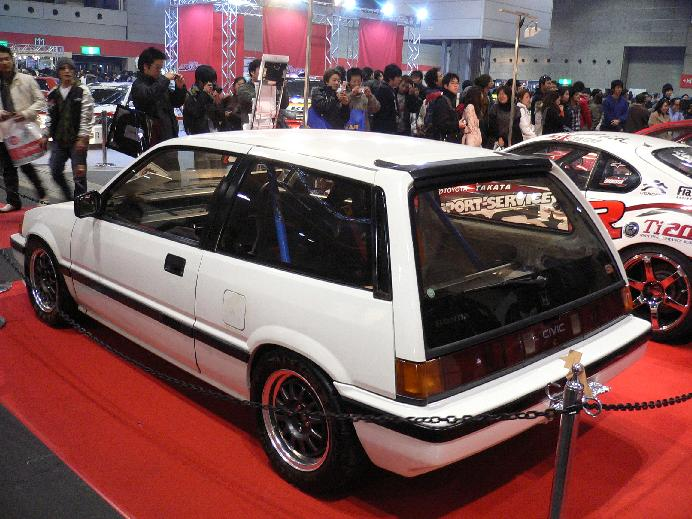
後側

- グランド（4代目・EF系） - ハジメ、キヨシ、セイジ、ベン、ハマダ、サトシ、ヨシノブ、ツヨシ、ギンなどの愛車として登場。ユウジもシルビアからグランドへ乗り換えた。

また、ワンダー・グランドの両方とも環状族が使用している車として多く登場している（当時、警察によるシビックばかりを集中的に取り締まる「シビック狩り」なる物もあった）。
連載初期には前期型が圧倒的に多く登場していたが、第1部中盤からは後期型が増え、作中で後期型が普及してゆく様子を垣間見ることが出来る。
プレリュード
ヒロの店の売り物として登場。
シティ
GA1 - ハジメの事故の原因になった土嚢を、事故直前に避けた車として登場。また、テッポー事件の時に恐喝されたツレの乗る車として登場している。

### マツダ
マツダの車両。
RX-7
- SA22C - タモツの愛車として登場。
- FC3S - テッポーの愛車として登場。

### スズキ
スズキの車両。
カルタス
5ドアHBが、ジュンコの愛車として登場。
ジムニー
バクが環状線で強引に抜き去ろうとする車として登場。

### いすゞ
いすゞ自動車の車両。
ジェミニ
JT190 - 環状族が乗っている車として登場。

## 用語
ワンダー、グランド
それぞれワンダーシビック、グランドシビックの事。
CR
CR-Xの事。
KP
KP61型スターレットの事。
セブン
RX-7の事。作中ではSA22C型とFC3S型が登場する。
ブイテック(VTEC)
ホンダ独自の可変バルブ機構。転じて作中では主にグランドシビックの後期型(B16A型搭載のEF9型)の事を指す。
四点
競技用の四点式シートベルトの事。主にサベルト製のものが多く登場する。
北浜180
環状線の北浜のコーナーを時速180キロ以上の速度で駆け抜ける事。一種の度胸試しという要素も含んでいる。
ステッカー
所属チームを誇示するもので、チームごとに異なった様々なデザインのものが存在する。大抵のものは長方形で、主にリアガラスに貼られる。これは実際の環状族にも共通することで、彼等のリアリティを醸す上で重要なアイテムである。
大鳴山
ユキを拉致したマサキとケンジが向かった場所。強姦事件が多発している場所であり、心霊スポットでもある。
トノハタ峠
環状族に親しまれている峠で、ヒロやハジメもたまに走りに来る。グッさんはここで事故を起こして車を壊すが、この出来事が後にターボエンジンに換装するきっかけにもなった。元ネタは岸和田市の塔原（とのはら）地区から和泉葛城山へ続く林道本谷線。
OKRB
環状族のチーム同士で組まれた連合体であり、名前は「大阪環状レーシングブラザーズ」の頭文字から。

## 評価
ライターのしげるは「リアルサウンド」に寄せた記事の中で、チーム間の抗争劇や人間関係を主体に、バブル期の環状族という癖の強い集団を描いたことで、車に興味のない自分でも楽しめる作品になったっと評しており、作者のリアルに対するこだわりが面白さを支えていると評している。

## 備考
- コナミモバイル・オンラインと講談社のiモードサイト「少年マガジン@コナミ」にて携帯電話用ミニゲームアプリが配信された[9]。
- ゼンをベースにしたラーメンが発売されたことがあった[10]